# 歐內斯特·蒂普森
歐內斯特·蒂普森（英語：Ernest Tipson；1883年—1958年）是一名英國普利茅斯弟兄會傳教士，也是一名語言學家，曾編撰粵語和閩南語廈門方言的辭典。曾在馬來西亞與廣東等地宣教。
1928年移居新加坡，擔任馬來西亞聖經公會的代表（今新加坡聖經公會）。1929年開始主持馬來語聖經的翻譯工作，以供日後給馬來西亞傳教，最後翻譯工作只完成了《新約》部分的翻譯，并於1938年出版。新加坡日佔時期囚禁於樟宜監獄，期間協助倫納德·威爾遜(當時新加坡聖公會主教)向囚犯傳道，時稱「樟宜大學」，為日後設立三一神學院埋下種子。

## 主要作品
- 《粵音字音對照手冊》
- Pocket dictionary of the Amoy vernacular, English-Chinese